# Luis Miró
Pour les articles homonymes, voir Miro.
Luis Miró Doñate est un footballeur et entraîneur espagnol né le 3 mars 1913 à Barcelone (Catalogne, Espagne) et mort le 15 septembre 1991 à Barcelone.

## Biographie
Il débute avec l'UE Sants. Après avoir joué comme gardien de but au FC Barcelone, il a fait une carrière d'entraîneur dans de nombreux clubs espagnols comme le Séville FC, le FC Barcelone ou le Valence CF. Il a également dirigé les joueurs de l'Olympique de Marseille et de l'AS Rome.

## Palmarès
Avec le FC Barcelone :
- Coupe d'Espagne : 1942

## Sources
- Fiche de l'entraîneur sur le site om1899.com
- (es) Statistiques du joueur sur le site de la LFP espagnole
- (es) Statistiques de l'entraîneur sur le site de la LFP espagnole